# Економ (селище)
Еконо́м (рос. Эконом, чув. Эконом) — селище у складі Ібресинського району Чувашії, Росія. Входить до складу Кіровського сільського поселення.
Населення — 254 особи (2010; 246 у 2002).
Національний склад:
- чуваші — 97 %